# جوزيف هاس
جوزيف هاس (بالألمانية: Joseph Haas) هو معلم موسيقى وملحن ألماني، ولد في 19 مارس 1879 في Maihingen ‏ في ألمانيا، وتوفي في 30 مارس 1960 في ميونخ في ألمانيا.

## وصلات خارجية
- جوزيف هاس على موقع مونزينجر (الألمانية)
- جوزيف هاس على موقع ميوزك برينز (الإنجليزية)
- جوزيف هاس على موقع ديسكوغز (الإنجليزية)